# Salisuka
Salisuka (IAST: Śāliśuka) Maurya fue un gobernante de la dinastía Maurya de la India. Gobernó en el periodo 215–202 a. C.. Fue el sucesor de Samprati Maurya. Mientras que el Iugá-purana, sección del Gargi Samhita le menciona como pendenciero, y gobernante injusto, también dice que, siendo de «palabras justas», fue de «conducta injusta», debido a su patrocinio del Jainismo. Según el Purana, fue sucedido por Devavarman.